# جورج فريز
جورج فريز (بالإنجليزية: George Freese) هو لاعب كرة قاعدة أمريكي، ولد في 12 سبتمبر 1926 في ويلينغ في الولايات المتحدة، وتوفي في 27 يوليو 2014 في بورتلاند في الولايات المتحدة.

## وصلات خارجية
- جورج فريز على موقعبيزبول رفرنس.كوم (الدوري الرئيسي) (الإنجليزية)
- جورج فريز على موقعبيزبول رفرنس.كوم (الدوري الثانوي) (الإنجليزية)